# Персершутт

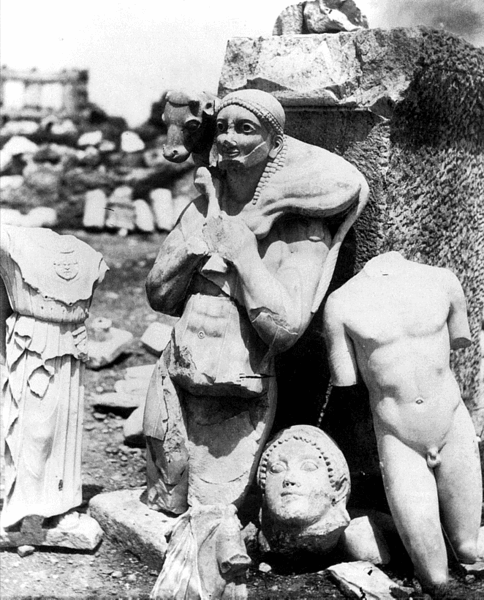
Персершутт сфотографований у 1866 році відразу після розкопок. Праворуч знаходиться знаменитий Ефеб Крітіоса.

Персершутт (Perserschutt), німецький термін, що означає «перські уламки». Він відноситься до основної частини архітектурних і вотивних скульптур, які були пошкоджені в результаті вторгнення перської армії Ксеркса I на Афінський акрополь у 480 році до нашої ери під час руйнування Афін протягом другого перського вторгнення в Грецію.

## Історія

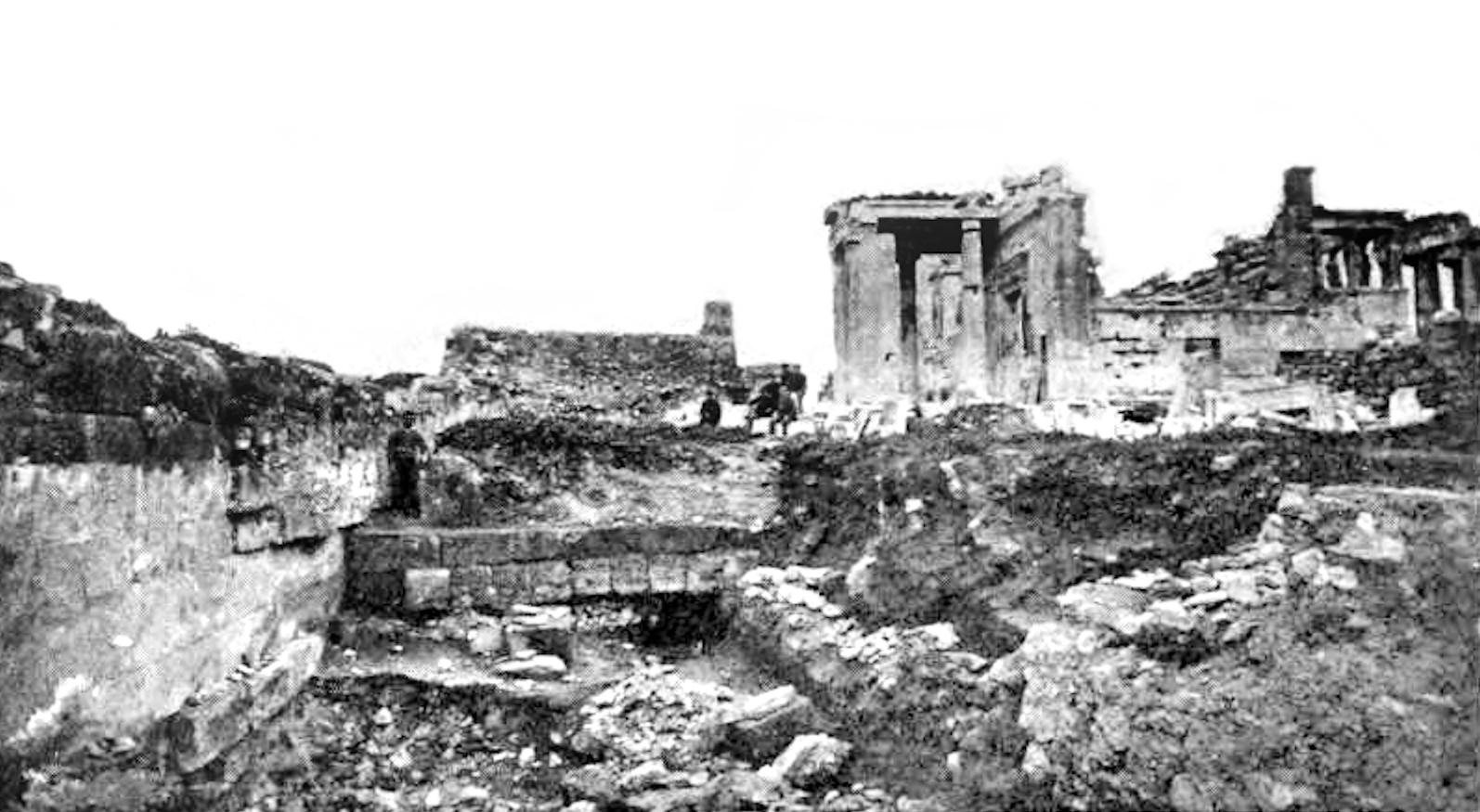
Розкопки акрополя, де було знайдено деякі залишки архаїчних статуй. Знаходиться на північному заході від Ерехтеуму.

Афіняни втекли з міста і повернулись лише після відходу персів. Місто було спалене, а більшість храмів пограбовано, розгромлено або зрівняно з землею. Осквернені святості афіняни урочисто поховали. Пізніше громадяни очистили верх свого акрополя, відбудували храми та створили нові скульптури, які були присвячені новим святиням.
Залишки були збережені завдяки шанобливому схороненню, а поховані скульптури були вперше відкопані у 1863–1866 роках французьким археологом Шарлем Ернестом Бюле. Решту знайшли у 1885–1890 роках археолог Панайотіс Каввадіас та архітектори Вільгельм Дерпфельд і Георг Каверау. Серед них можна побачити знамениті скульптури, як Ефем Крітіоса, Носій телят і Афіна Ангелітос.
Деталі археологічних досліджень були опубліковані в 1906 році (див. посилання: Kavvadias, P., Kawerau, G.).

## Залишки Персершутту

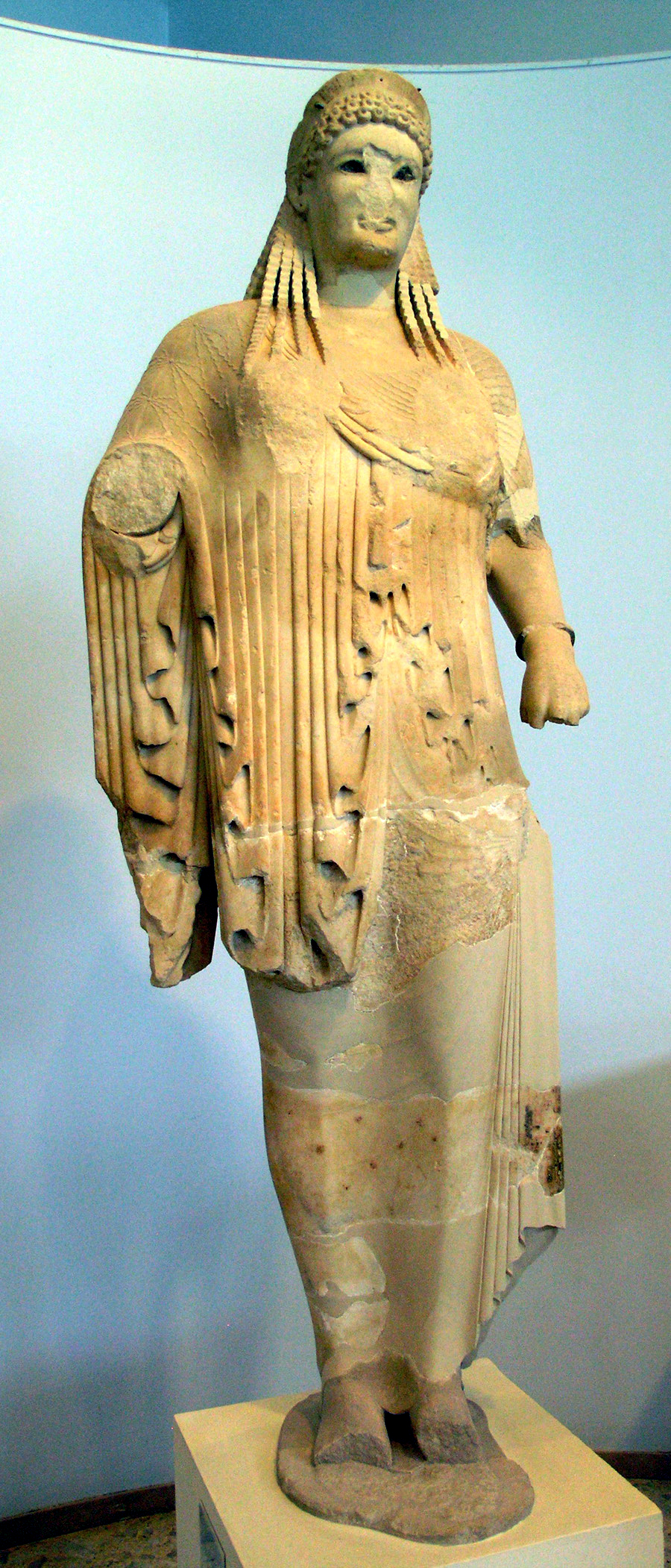
Кора Антенора
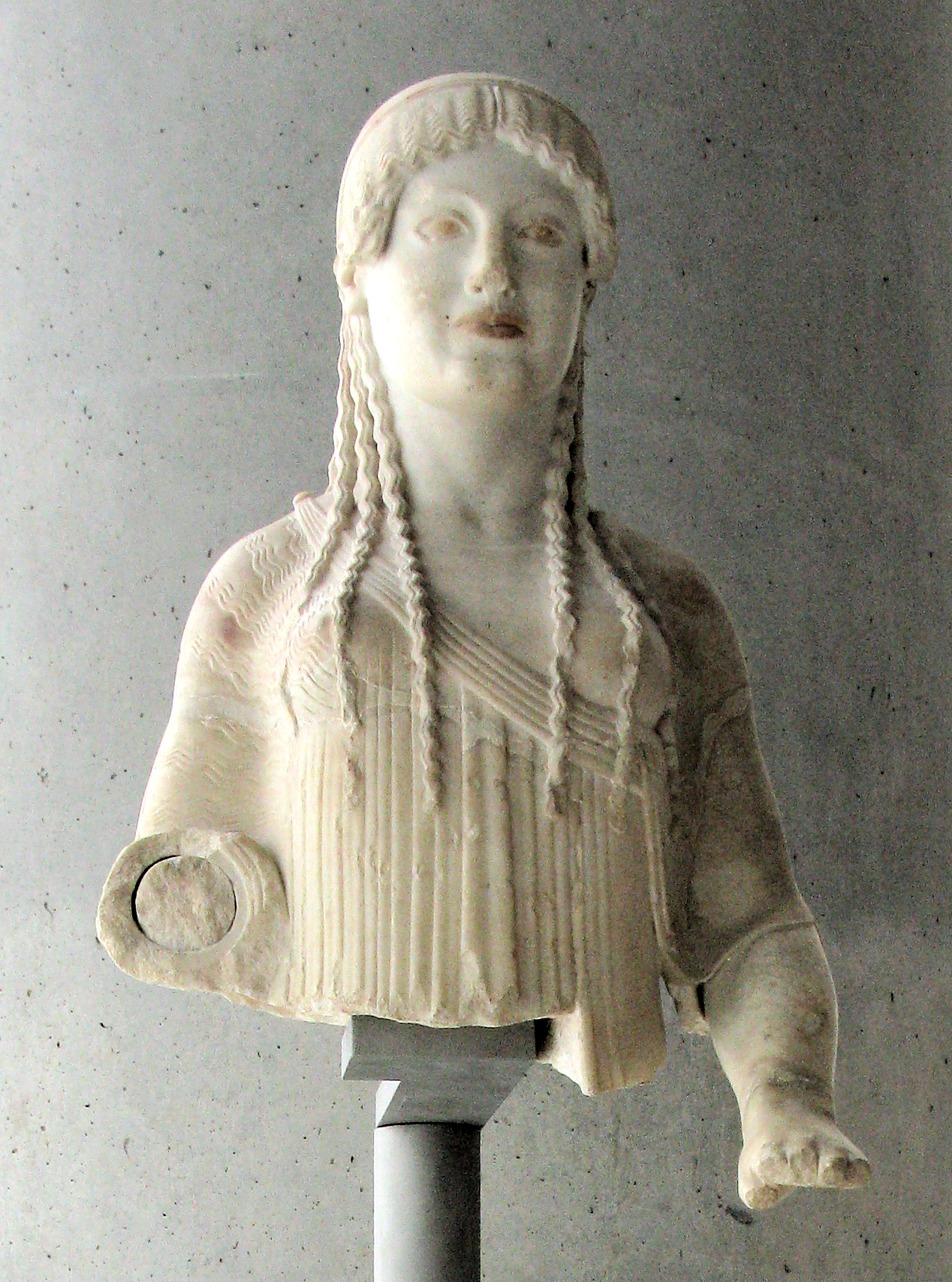
Корея Євтідіка (деталь)
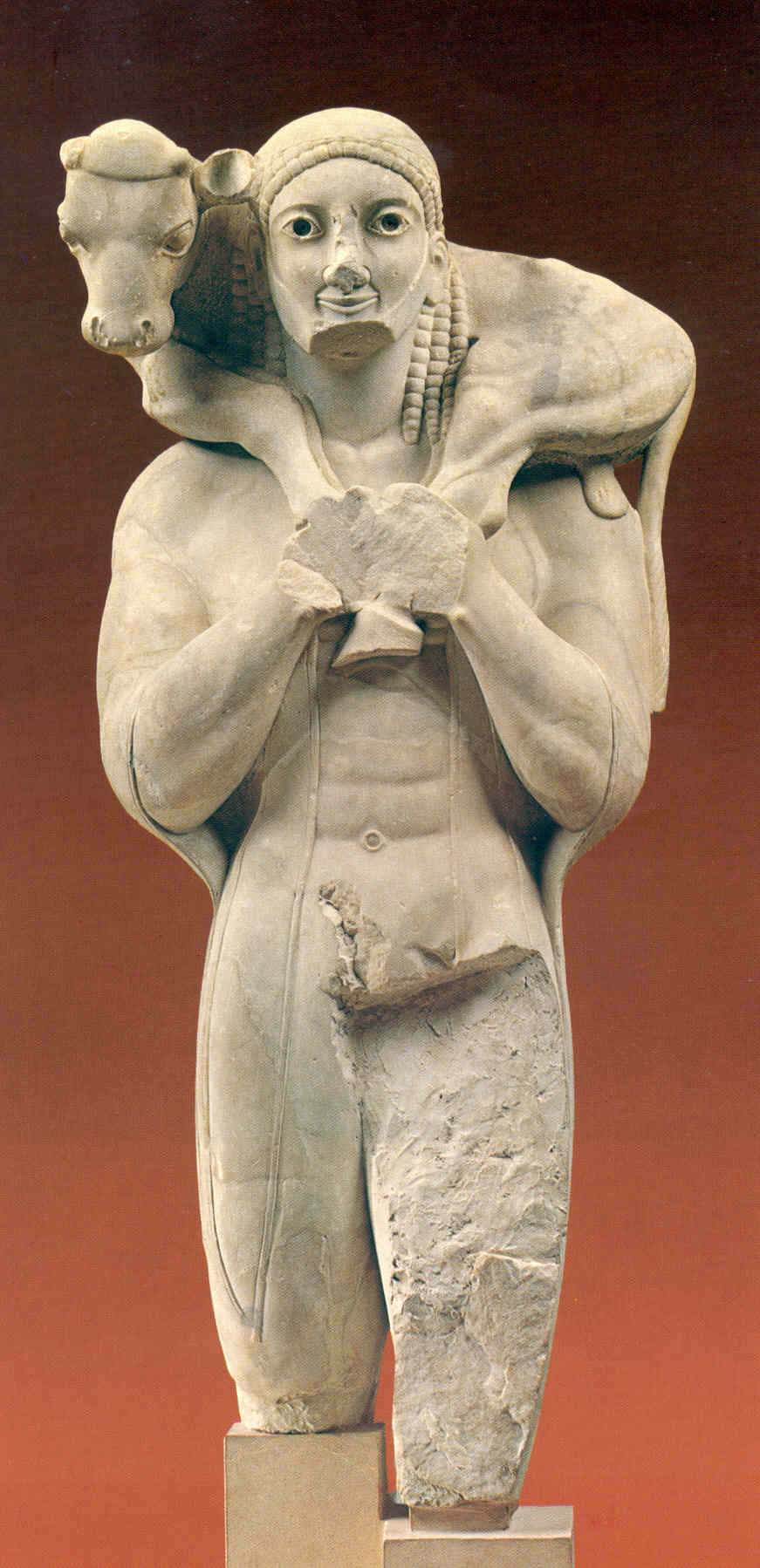
Мосхофор
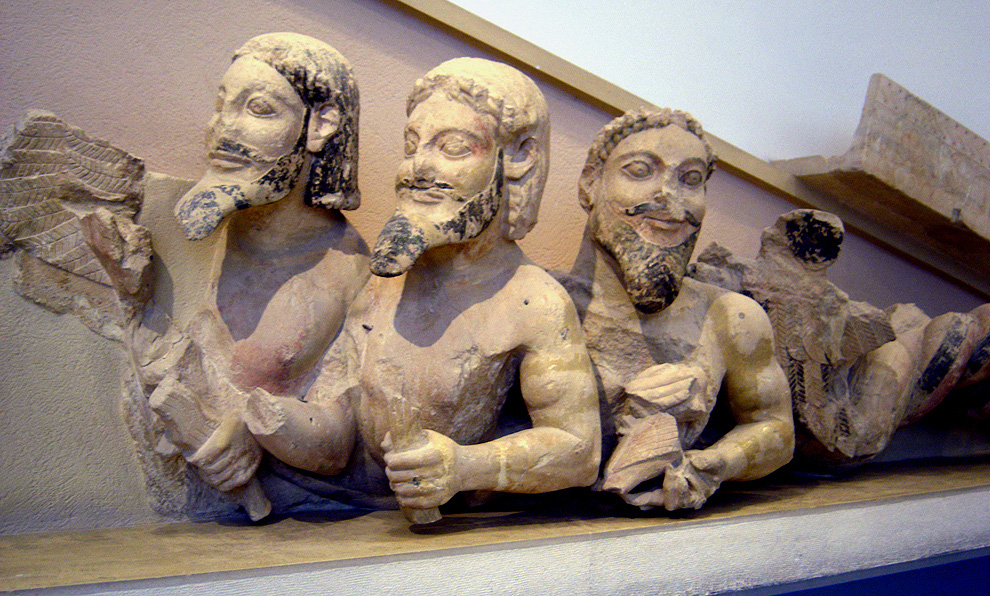
Частина пошкодженого фронтону Гекатомпедона
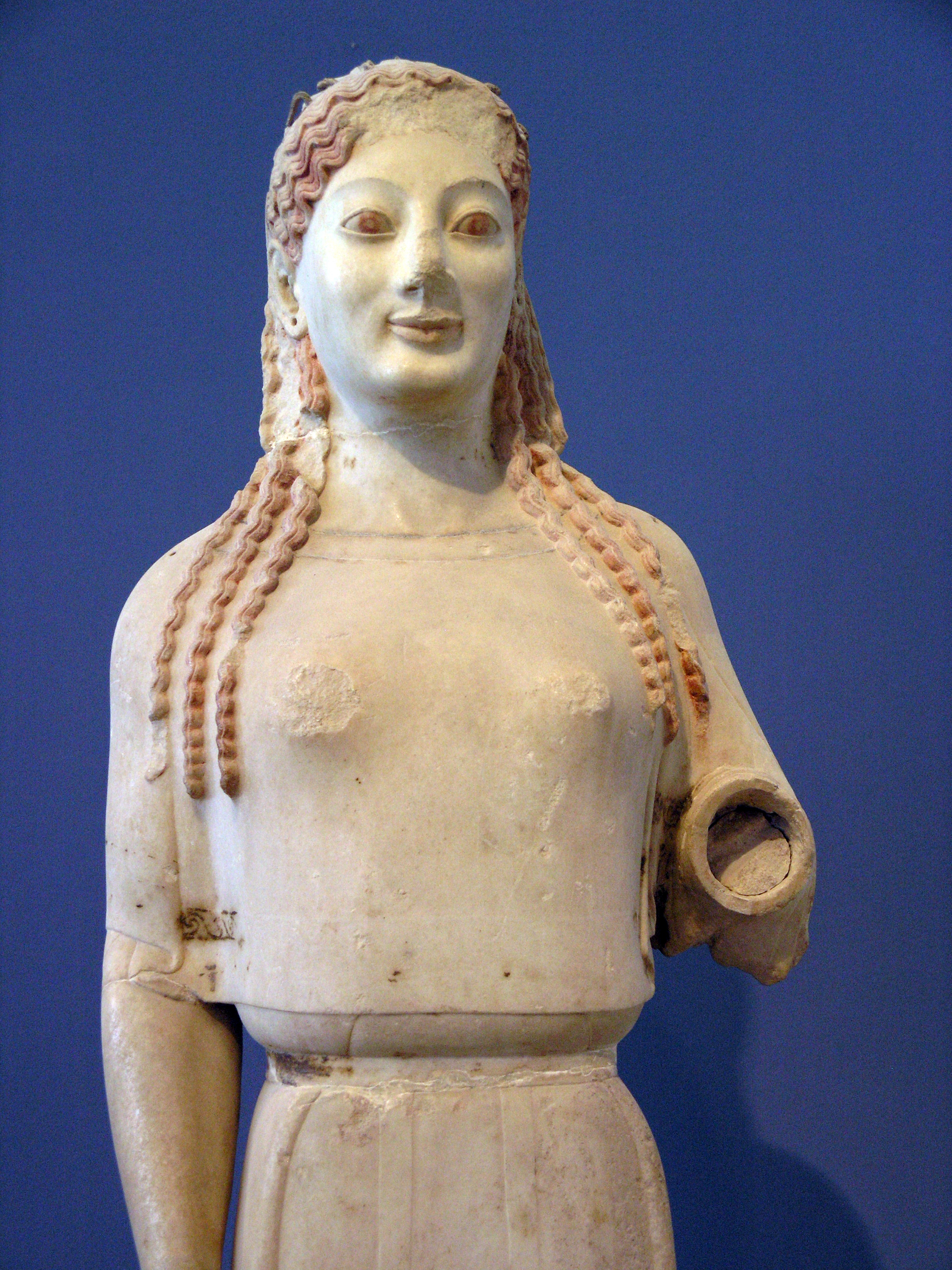
Кора в Пеплосі
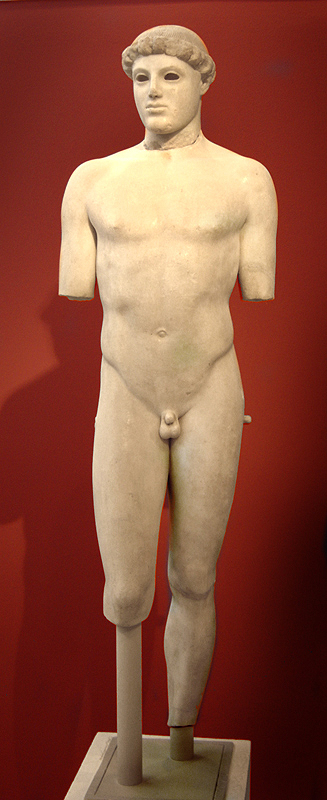
Ефеб Кріотіса
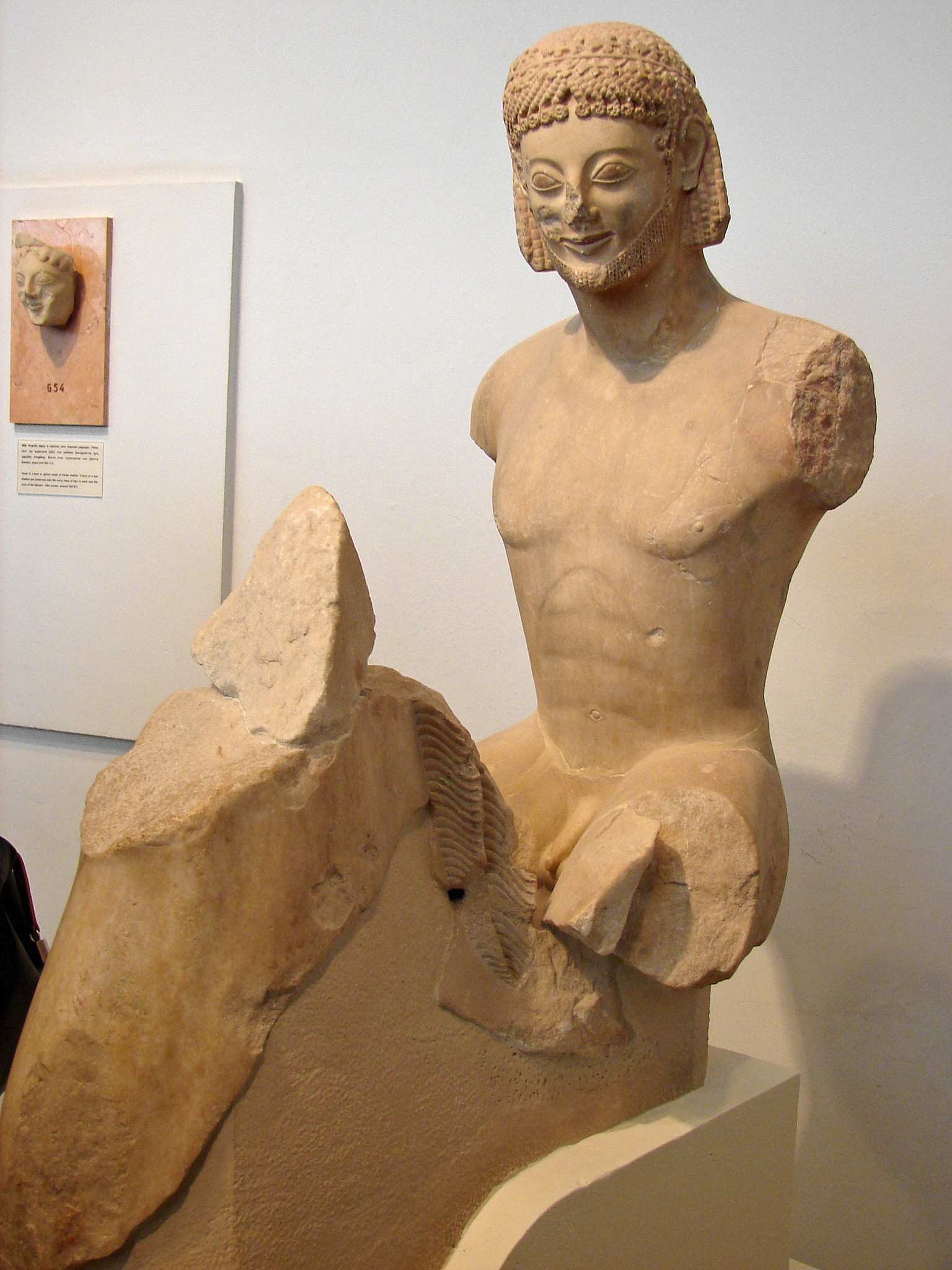
Вершник Рампін
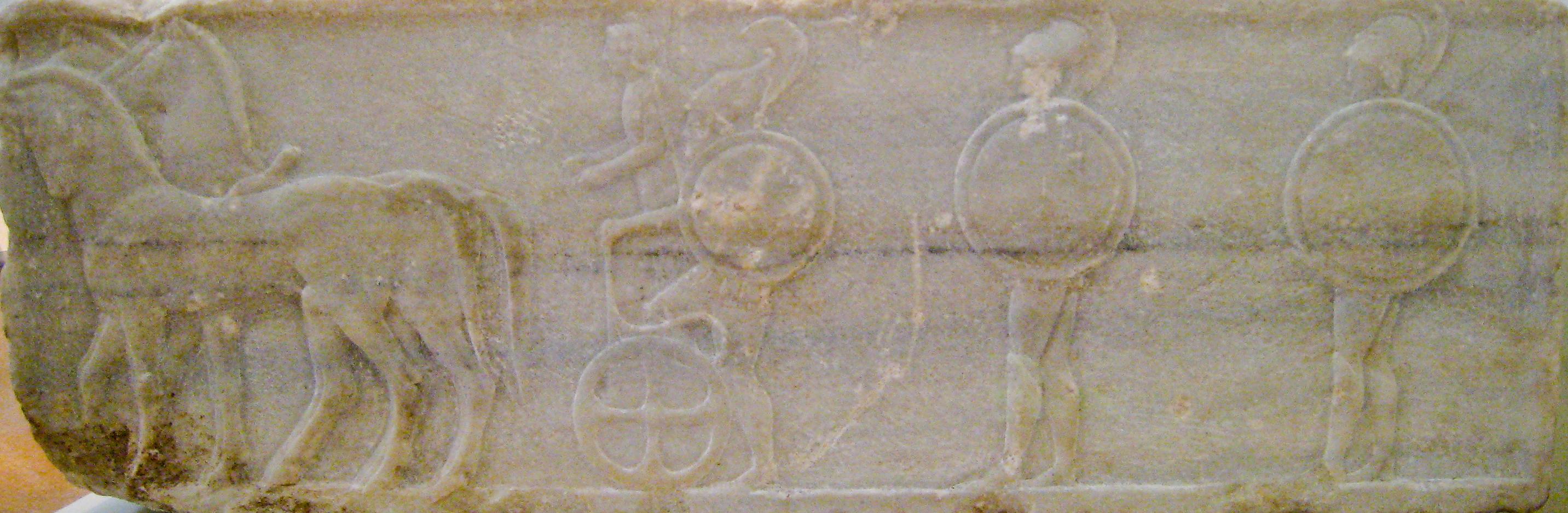
Колісниця і гопліти, вбудовані в Фемістокліанську стіну

## Дивіться також
- Архаїчний Акрополь
- Кораї з Афінського Акрополя